# الکساندر اولینیک
الکساندر اولینیک (اوکراینی: Олександр Миколайович Олійник؛ زادهٔ ۳۱ اکتبر ۱۹۸۷) بازیکن فوتبال اهل اوکراین است.